# Podslurping
Podslurping (deutsch etwa (i)Pod schlürfen) bezeichnet den Diebstahl von Daten mit Hilfe eines mobilen Massenspeichergeräts wie zum Beispiel einem USB-Stick, MP3-Player oder einem iPod. Hierbei installiert der Täter eine spezielle Software auf dem Speichermedium, die nach dem Anschluss an einen PC automatisch gestartet wird und auf der Festplatte nach interessanten Daten, zum Beispiel Passwörtern oder anderen sicherheitsrelevanten Informationen, sucht. Diese werden dann auf den Stick kopiert und können später in Ruhe vom Angreifer ausgewertet werden. Da ein USB-Stick sehr klein ist, kann man ihn unauffällig bei sich tragen und irgendwo anstecken.
Diese Möglichkeit, an fremde Daten zu gelangen, kann durch Einschränkung oder Deaktivierung der USB-Funktionalität des Rechners unterbunden werden. Es existieren bereits Sicherheitsprodukte verschiedener Anbieter, die das Betriebssystem des Rechners gegen USB-Speichermedien abschirmen oder den USB-Port ganz deaktivieren.
Unter Unix-basierten Betriebssystemen lässt sich das Einbinden von USB-Geräten leicht verhindern, und auch Microsoft veröffentlichte eine Anleitung zur Vorbeugung gegen Podslurping.